# Crepidula striolata
Crepidula striolata är en snäckart som beskrevs av Menke 1851. Crepidula striolata ingår i släktet Crepidula och familjen toffelsnäckor. Inga underarter finns listade i Catalogue of Life.